# 帕傑尼加河
帕傑尼加河是俄羅斯的河流，屬於瓦加河的左支流，由阿爾漢格爾斯克州負責管轄，河道全長169公里，流域面積1,040平方公里，河水主要來自融雪，每年十一月至翌年四月結冰。